# Kaburagia ailanthi
Kaburagia ailanthi är en insektsart. Kaburagia ailanthi ingår i släktet Kaburagia och familjen långrörsbladlöss. Inga underarter finns listade i Catalogue of Life.